# Georgina

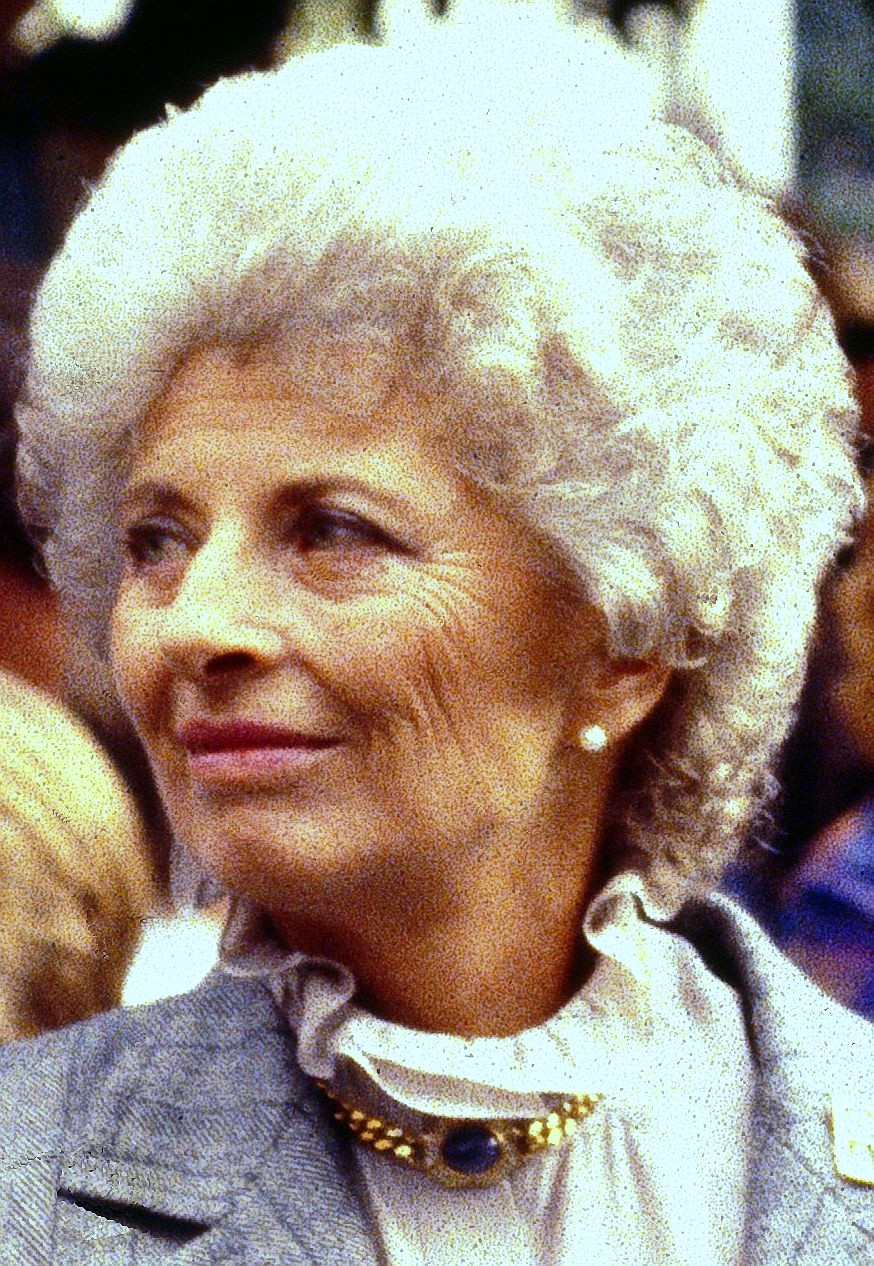
Georgina von Wilczek, furstinna av Liechtenstein

Georgina är ett latinskt kvinnonamn bildat av det grekiska ordet georgos som betyder jordbrukare. Namnet har funnits i Sverige sedan slutet av 1700-talet. Den maskulina formen av namnet är Georg eller Georgius.
Den 31 december 2014 fanns det totalt 493 kvinnor folkbokförda i Sverige med namnet Georgina, varav 178 bar det som tilltalsnamn.
Namnsdag: saknas (1986-1992: 23 april)

## Personer med namnet Georgina
- Georgina Abela, maltesisk sångerska
- Georgina Barcklind, svensk skådespelare
- Georgina Beyer, nyzeeländsk politiker, världens första transsexuella parlamentsledamot
- Georgina Bottero, svensk sångerska
- Georgina Bäckström, svensk skådespelare
- Georgina Haig, australisk skådespelare
- Georgina Nisbeth, svensk reformpedagog
- Georgina Wheatcroft, kanadensisk curlingspelare
- Georgina Widerberg, svensk skådespelare
- Georgina von Wilczek, furstinna av Liechtenstein, gift med furst Frans Josef II av Liechtenstein

## Fiktiva personer med förnamnet Georgina
- Georgina kallad George, ett av barnen i Fem-böckerna
- Georgina, huvudpersonen Kalle Spanns mormor i Roald Dahls bok Kalle och chokladfabriken